# 松村泰一郎
松村 泰一郎（まつむら たいいちろう、1986年11月28日 - ）は、東京都出身の日本の俳優、元子役。血液型はB型RH-。以前は劇団Studio Life（2009年～2019年）に所属していた。

## 経歴
- 3歳から中学校にあがるまで、子役・キッズモデルとして活動した。NHK教育テレビ子供向け料理番組『ひとりでできるもん!』の主人公である水沢舞の弟、水沢文（通称：ぶんちゃん）役で知られている（1992年4月から登場）[2]。
- 2009年より2019年まで10年間所属していた劇団Studio Lifeでは、入団当初より新人公演、若手公演などで度々主演・メインの役に抜擢され、外部出演も多かった。2013年劇団本公演『カリオストロ伯爵夫人』では、劇団看板俳優の岩﨑・松本とトリプルキャストで本公演での初主演の座を射止めた。2023年には退団後4年ぶりに客演として出演。
- 小柄な身長と若く見られる容姿を生かし、少年役や若い青年を演じることが多い。

## 出演作品
※太字は主役・メインキャラクター

### 舞台
2008年
- 八月のシャハラザード

2009年
- サーカス団エルミタージュ

2010年
- スタジオライフ「訪問者」[Studio Life所属時代 1]（グスタフ少年）
- スタジオライフ「WHITE」[Studio Life所属時代 2]（三角草太郎）
- スタジオライフ「DRACULA」[Studio Life所属時代 3]（キンシー（子供））
- 遙かなる時空の中で2（源泉水）

2011年
- スタジオライフ「11人いる!」[Studio Life所属時代 4]（トト・ニ）
- スタジオライフ「Real Chinderella Story」[Studio Life所属時代 5]（青木）
- 銀河英雄伝説 外伝 オーベルシュタイン篇（シュテファン少年期）
- 念友・本能寺〜鬼を愛してしまった男（森蘭丸）

2012年
- スタジオライフ「OZ」[Studio Life所属時代 6]（ピーター）
- 遙かなる時空の中で2再演（源泉水）
- 銀河英雄伝説 撃墜王篇（ライナー・ブルームハルト）
- 銀河英雄伝説 輝く星 闇を裂いて（ライナー・ブルームハルト）

2013年
- スタジオライフ「11人いる!」[Studio Life所属時代 7]（アマゾン・カーナイス）
- スタジオライフ「続・11人いる!」[Studio Life所属時代 8]（アマゾン・カーナイス/ドゥマー）
- スタジオライフ「アルセーヌ・ルパン カリオストロ伯爵夫人」[Studio Life所属時代 9]（ラウール・ダンドレジー）
- スタジオライフ「BEAT POPS」[Studio Life所属時代 10]（道太）
- スタジオライフ「LILIES」[Studio Life所属時代 11]（ヴァリエ）
- 劇団たいしゅう小説家Present's「Messenger Blues」（土岐晴男）
- キタムラ印プロデュース公演#3「THE LIGHT」（ゲスト：死体役）

2014年
- キタムラ印【裏】vol.3「気ままなゴーストにご用心」（安達圭吾）
- 〈火遊び〉 pray.03「天帝のはしたなき果実」（切間玄）
- 加藤健一事務所vol.90「If I Were You こっちの身にもなってよ!」作:アラン・エイクボーン（サム）
- 演劇集団ふれる〜じゅ「Aster tataricus 〜目蓋の裏に拡がるセカイ〜」（秋月泰斗）
- ソラリネ。#14「PANGEA」（島森和実）

2015年
- 少年社中 第30回公演『リチャード三世』（ドーセット）
- 戦後70周年特別企画 中日劇場開場50周年記念『南の島に雪が降る』（欣也・梶山）
- 劇団ジュークスペース第10回公演「片恋。」-片想いは切なくて、ちょっと可笑しい。-（日替わりゲスト）
- スタジオライフ「Trip,Trip,Trip」[Studio Life所属時代 12]（囚人/女囚）
- スタジオライフ「WHITE」[Studio Life所属時代 13]（日替わりゲスト）
- スタジオライフ「PHANTOM THE UNTOLD STORY」[Studio Life所属時代 14]（シャー）

2016年
- スタジオライフ「トーマの心臓」[Studio Life所属時代 15]（リーベ）
- スタジオライフ「訪問者」[Studio Life所属時代 16]（シュテファン）
- 20周年記念公演第2弾　KAKUTA Sound Play Series「朗読の夜」#8『アンコールの夜』（ノボル、風、他）
- あんさんぶるスターズ!オン・ステージ（遊木真）
- ヤマガヲク 第1回公演『黄昏ワルツ』〜吹き飛ばされそなダンボール三つ〜（日替わりゲスト）
- うたとことばの朗読音楽会 「ねこはしる」（風）
- スタジオライフ「DAISY PULLS IT OFF」[Studio Life所属時代 17]（モニカ・スミザーズ）

2017年
- あんさんぶるスターズ!オン・ステージ〜Take your marks!〜（遊木真）
- 下北澤姉妹社「月の姉妹」（藤谷望）
- オトメのオモチャ（吉祥菱）
- リーディング「吾輩は猫である＜運命編＞」
- KLEE FES主催「『俳優×○○＝どうなりますかライブ！？』～コントな夜とアクトな夜～」
- 演劇集団キャラメルボックス サマープレミア「スロウハイツの神様」（長野正義）
- アーティストジャパン シェイクスピア「夏の夜の夢」（ディミートリアス）
- 『天国の脚本家 冴嶋コーキ』～袖振り合うも多生の宴～（三太）
- Be Withプロデュース Reading Cinema Special「朗読劇 幸福の王子 The Happy Prince」
- アーティストジャパン シェイクスピア「ハムレット」（ホレーシオ）

2018年
- あんさんぶるスターズ!オン・ステージ〜To the shining future〜（遊木真）
- SOLID STARプロデュースvol.13「わが家の最終的解決」（アルフレッド）
- プロジェクト テレジューク「本の門番～ぶくぶく食堂物語～＜＜門番のはじまり編＞＞」（中野健吾）
- エンテナPLAY UNION第八回公演（30分×4本のオムニバス作品）「Dream Box」（主演 2番）
- 男子はつらくないよ？（大人トモヤ）
- ライブ公演「あんステフェスティバル」（遊木真）
- 朱を喰らうモノの月～標月島編～（イザナ）
- WBB vol.13「まわれ！無敵のマーダーケース！！」（広野）

2019年
- 演劇集団キャラメルボックス 2019スプリングツアー「スロウハイツの神様」（長野正義）
- DYNAMIC CHORD the STAGE（加賀真実）
- 爆走おとな小学生「初等教育ロイヤル」東京公演のみ（3年生2番佐々木くん）
- 音楽劇「Zip & Candy」（レフト）
- ウルトラマン DARKNESS HEELS ～THE LIVE～（セシル・ソリア）
- 信長の野望・大志－零‐桶狭間前夜～兄弟相克編～（角田新五）
- あんさんぶるスターズ!エクストラ・ステージ ～Night of Blossoming Stars～（遊木真）

2020年
- あんさんぶるスターズ!エクストラ・ステージ ～Night of Blossoming Stars～（遊木真）
- スタジオライフ×東映ビデオ「死の泉」（青年エーリヒ）
- 青春歌闘劇バトリズムステージ「VOID」（リツ）
- Office FREE SIZE「この作品はフィクションであり、実在する人物、団体等とは一切関係ありません 2020」（市村）

2021年
- Flying Trip Vol.17「キミノタケ」（諸星悠介）
- シザーブリッツ「まわれ！無敵のマーダーケース！！」（広野）
- シチュエーション朗読劇「Love on Ride～通勤彼氏」
- Ask バッキャローシリーズ第8弾（前編）「土のバッキャロー！！～山形の風土で育まれたワインと人の恋物語～」（毛利岳）

2022年
- 新春歌闘劇バトリズムThe LIVE（リツ）
- あんさんぶるスターズ!THE STAGE -Track to Miracle-（遊木真）
- Ask バッキャローシリーズ第7弾・第8弾（後篇）「雫のバッキャロー！！～山梨と山形で、ワインに人生を掛けた家族たちの物語～」（毛利岳）
- プリエールプロデュース「サンセットメン」（円美純）
- あんさんぶるスターズ!THE STAGE -Witness of Miracle-（遊木真）

2023年
- おねがいっパトロンさま！The Stage ～ココロを詠え～（呼鳥）
- あんさんぶるスターズ!THE STAGE -Party Live-（遊木真）
- NAIKON AID 2023「朗読劇『ナイスコンプレックス』」（港俊太）「スナックキムラ」
- 大正浪漫探偵譚 -エデンの歌姫-（山根陽介）
- Yumino Project「生きる」
- スタジオライフ「アドルフに告ぐ」（エリザ・ゲルトハイマー）

2024年
- 「ブラック・ジャック」漫劇!!手塚治虫第5巻The Fusion of Comics & Theater（安藤忠信）
- ゼロテラ/001+「新約クラド」（真琴ジン）
- 演劇集団イヌッコロ公演「かげきなデイリープレイス」[3]

2025年
- The Smoke Shelter プロデュース #4「BELOVED」[4]

### イベント
2012年
- キタムラ印2012新春祭in大田区
- 舞台「遙かなる時空の中で2」感謝祭
- COOKING BOYS #11

2014年
- キタムラトシヒロ怒涛のミッドナイト新年会
- 加藤良輔10周年＆Birthdayイベント〜10×30 AnniBirthday〜（ゲスト）
- COOKING BOYS #14
- Jr.5 festival 2014『今年もとりあえずJr.5祭りです。』（10月19日14時回ゲスト）

2015年
- 白泉社新年パーティ
- キタムラ印 春の祭典2015

2017年
- あんさんぶるスターズ!オン・ステージ BD＆DVD発売記念イベント
- あんさんぶるスターズ!オン・ステージ～Take your marks !～ 大阪公演直前スペシャルイベント
- Allen suwaru vol.1「空行」アフタートークイベント
- あんさんぶるスターズ!オン・ステージ～Take your marks！～ BD＆DVD発売記念イベント
- 2.5次元舞台展スペシャルイベント（トークイベント）

2018年
- あんさんぶるスターズ!オン・ステージ あんステファンディスクvol.1発売記念ハイタッチ会
- あんさんぶるスターズ!オン・ステージ～To the shining future～ BD＆DVD発売記念イベント
- 『あんステフェスティバル』応援上映会（10月2日18時15分回ゲスト）

2019年
- 銀時 Fatima Designコラボアクセサリーお渡し会
- 『あんステフェスティバル』BD＆DVD発売記念イベント

2020年
- TOKYO GIRLS COLLECTION 2020SPRING/SUMMER OPENING ACT（「あんさんぶるスターズ！オン・ステージ」キャストとして出演）[5]
- フォトブック「Wizards Witchery vol.3」リリースイベント
- あんさんぶるスターズ!エクストラ・ステージ～Night of Blossoming Stars～BD＆DVD発売記念イベント

2022年
- あんさんぶるスターズ!THE STAGE -Track to Miracle- BD＆DVD発売記念イベント
- 竹中凌平バースデーイベント 第2部ゲスト
- バースデー記念withLIVEオンライントーク[6]

2023年
- 田中晃平 30th Birthday Party♪ 第1部ゲスト
- 舞台「大正浪漫探偵譚」～事前お披露目イベント 前日譚～
- あんさんぶるスターズ!THE STAGE -Party Live-応援上映舞台挨拶
- あんさんぶるスターズ!THE STAGE -Witness of Miracle- BD/DVD発売記念イベント
- 舞台「大正浪漫探偵譚展示会 -エデンの歌姫-」サイン会
- 松村泰一郎 37th BIRTHDAY EVENT

2024年
- 『あんさんぶるスターズ！THE STAGE』-Party Live- Blu-ray発売記念イベント

### テレビ・CM
1992年-1993年
- ひとりでできるもん!（水沢文）

2015年
- ダンロップ　タイヤ

2018年
- テレビ埼玉「本の門番～ぶくぶく食堂物語～」（中野健吾）[7]

2020年
- TOKYO MXほか「戦国炒飯TV」（古田織部のひょうげ御殿 上杉景勝）[8]

2021年
- テレビ東京、AT-Xほか「闇芝居」第9期（声優として出演）[9][10]

2024年
- TBS「中居正広の金曜日のスマイルたちへ」2月2日放送回 ママタレ波乱万丈 再現映像（横澤夏子・夫役）
- MBS ドラマ特区「シンデレラ・コンプレックス」第6話（医師役）[11]
- 新宿野戦病院 第10話（2024年9月4日、フジテレビ） - 検疫官 役[12]

### 書籍・雑誌
2011年
- non・no（2011年9月号）

2016年
- アニメディア（2016年6月号）

2018年
- B's-LOG（2018年3月号）[13]
- B's-LOG（2018年8月号）[14]
- CUT（2018年10月号）[15]

2019年
- マーベラス「あんステフェスティバル メモリアルブック」[16]

2020年
- フォトブック「Wizards Witchery vol.3」

2022年
- ステージグランプリvol.19 2022AUTUMN[17]

### WEB・動画・ネット配信・ラジオ
2011年
- 神奈川クリニック×スタジオライフタイアップ企画
- カンフェティch（『銀河英雄伝説』告知）
- 生男ch 番外合同公開放送（『念友 本能寺』告知）
- スタプレTV『ロメオの告白』
- ステージライフ（『リアル・シンデレラ・ストーリー』告知）
- ステージライフ（『念友 本能寺』告知）

2012年
- FM西東京 「おたママ倶楽部」

2016年
- 電撃オンライン[18]
- ファミえ通.com[19]
- 『あんさんぶるスターズ！オン・ステージ』振り付け講座[20]
- webTV「エンタの素」

2017年
- 【あんステ２作目】Take your marks!　振り付け講座[21]

2018年
- 舞台「わが家の最終的解決」キャストコメント（中村嘉惟人、松村泰一郎）[22]
- B's-Log.com[23]
- LINE LIVE「LINEアイドル・芸能人チャンネル Misson in B.A.C」（2018年8月21日）[24]
- livedoorNEWSインタビュー[25]

2019年
- LINE LIVE「LINEアイドル・芸能人チャンネル Misson in B.A.C」（2019年2月14日）[26]
- 【公演PV】『あんさんぶるスターズ！エクストラ・ステージ』～Night of Blossoming Stars～[27]
- エンタメOVO（オーヴォ）[28]

2020年
- ニコニコ生放送 キャスト生出演『あんさんぶるスターズ！エクストラ・ステージ』～Night of Blossoming Stars～大阪公演直前スペシャル
- 舞台「死の泉」開幕直後PV[29]
- 最果てリストランテ～記憶の扉がひらくとき～（公演中止）[30]
- えりオフィス 紙芝居プロジェクト『走れメロス』『三つの宝』ライブ配信
- オンライン朗読劇vol.2『JUST KEEP GOING』[31]
- ON STAGE「点火泰平」8月17日放送[32]
- えりオフィス ヒーリングボイス レター編 [33]
- バトリズムステージ「VOID」 振り返りバトル★オーコメ番組
- えりオフィス 怪談朗読配信『ひんやり男子』
- 【Produce E's】(えりオフィス クリエイティブチーム）発足記念上映会＋トークショー[34]
- ON STAGE「点火泰平」9月22日[35]・10月5日[36]・10月19日[37]・11月17日[38]・12月21日放送[39]
- フォトブック『Wizards Witchery』vol.3 オンラインイベント

2021年
- ON STAGE「点火泰平」1月15日[40]・2月15日[41]・3月5日[42]・4月6日[43]・4月26日[44]・5月31日[45]・6月15日[46]・7月27日[47]・8月24日放送[48]・10月28日[49]・12月17日放送[50]
- ＃100キス（チャット小説アプリ KISSMILLeキスミル）[51]
- 佐野瑞樹のトークチャンネル＃176 マーダーケース稽古場生配信第1弾 5月18日[52]
- LINE LIVE「LINEアイドル・芸能人チャンネル Misson in B.A.C」（2021年11月16日）
- ON STAGE「点火泰平-たいちゃん Birthday イブ-」11月27日放送[53]
- 戦国炒飯TV「ボクらの戦国時代 ～ペット大好き武将＃1 - 4～」[54][55][56][57]

2022年
- えりオフィスチャンネル-Men's Side-「松村泰一郎×荒屋宏輝　～初めましてで、いきなり共演！～」
- 配信ドラマ「ギルガメッシュFIGHT」（Paravi）第1話 局員[58]

2023年
- ４Gamer女子部（仮）インタビュー[59]
- numan インタビュー[60][61]
- えりオフィスチャンネル-Men's Side-「松村泰一郎」4月25日・7月27日・9月13日・29日・10月6日・13日
- えりオフィスチャンネル-Men's Side-「松村泰一郎～年末放送～」12月27日[62]

2024年
- TUTORIO「『秘密の部屋』アナタの秘密がバレたなら…」[63]

## Studio Life所属時代
1. ↑  スタジオライフ公式
2. ↑  スタジオライフ公式
3. ↑  スタジオライフ公式
4. ↑  スタジオライフ公式
5. ↑  スタジオライフ公式
6. ↑  スタジオライフ公式
7. ↑  スタジオライフ公式
8. ↑  スタジオライフ公式
9. ↑  スタジオライフ公式
10. ↑  スタジオライフ公式
11. ↑  スタジオライフ公式
12. ↑  スタジオライフ公式
13. ↑  スタジオライフ公式
14. ↑  スタジオライフ公式
15. ↑  スタジオライフ公式
16. ↑  スタジオライフ公式
17. ↑  スタジオライフ公式